# Josep Verdaguer i Coma
Josep Verdaguer i Coma (Sant Andreu de Palomar, Barcelona, 11 de maig de 1923 - 13 de març de 2008) fou un pintor català. Estudià a una escola laica d'una barriada obrera; als 15 anys va pintar el primer quadre i als 17 ja treballava reproduint obres dels grans mestres de la pintura. El 1941 va ingressar a l'Escola Superior de Belles Arts de Sant Jordi i el 1947 va exposar, per primera vegada, la seva obra a la Galeria Condal de Barcelona. D'aleshores ençà va exposar al Canadà, Estats Units, Suïssa, Itàlia, Mèxic o Suècia.
Des del 1956 ha fet murals a l'església de la parròquia de Sant Andreu de Palomar, i el llibre de poemes Recull (1987). També va dur a terme les pintures murals de diverses esglésies de la Vall de Cardós: Santa Eugènia d'Ainet de Cardós, Sant Andreu de Cassibrós, Sant Jaume d'Estaon, Sant Pere de Lladrós i altres llocs propers: Santa Anna de Llavorsí i Sant Esteve de Montesclado. Ha rebut la Medalla d'Or del Districte de Sant Andreu el 1973, l'homenatge que el mateix districte li va oferir el 1985 i l'homenatge que el 2001 han impulsat el Grup de Pintors de Sant Andreu i el Consell del Districte, amb l'adhesió de diverses entitats.
La seva pintura vol ser testimoni del seu entorn, no busca temes espectaculars sinó els modestos, els suburbis, els barracons de platja i els jardins humils. La seva pintura destaca per la veracitat i l'autenticitat, per un admirable registre dels efectes lumínics i pel càlid sentit humà dels paisatges. De la seva obra sobre Barcelona, Sempronio va escriure que reflectia una Barcelona contemplada amb ulls d'enamorat. El 2001 va rebre la Medalla d'Honor de Barcelona.